# 죄없는 죄인
"죄없는 죄인"은 한국에서 제작된 최인규 감독의 1948년 영화이다. 황여희 등이 주연으로 출연하였고 최완규 등이 제작에 참여하였다.

## 출연

### 주연
- 황여희
- 박일룡
- 황재경

## 기타
- 원작자: 김성춘
- 조명: 김성춘